# Амато Чичиретті
Амато Чичиретті (італ. Amato Ciciretti, нар. 31 грудня 1993, Рим) — італійський футболіст, півзахисник клубу «Беневенто».

## Клубна кар'єра
Розпочав займатись футболом у школі «Лаціо», але 2004 року перейшов в академію «Рому», з якою став юнацьким чемпіоном Італії (U-17) у сезоні 2009-10.
У 2012 році Чичиретті був відданий в оренду в «Каррарезе», у якому дебютував у першій команді в Лега Про Пріма Дівізіоне у сезоні 2012-13, завершивши сезон з 19 матчами. У наступному році він на правах оренди грав за «Л'Аквіла», знову в третьому дивізіоні, де створив пару з іншим вихованцем «Роми» Марко Фредіані. За «россоблу» Чичиретті провів 22 матч, в тому числі в першому раунді плей-оф і забив свій перший гол серед професіоналів в 5 турі проти «Віареджо».
Після короткої оренди в «Пістоєзе», в 2015 році виступав за «Мессіна», провівши 21 матч і забивши і 3 голи.
У 2015 році Амато став гравцем «Беневенто», з яким виграв чемпіонат Леги Про сезону 2015-16, забивши шість м'ячів в 31 матчах, і допоміг команді вперше в історії зіграти у Серії В. 27 серпня 2016 року Чичиретті дебютував у Серії В, забивши історичний перший гол команди у цьому дивізіоні у матчі проти СПАЛа (2:0). За підсумками того сезону «відьми» виграли плей-оф і сенсаційно вийшли до Серії А. Протягом першої половини сезону 2017/18 відіграв за команду з Беневенто 12 матчів в елітному дивізіоні Італії, після чого першу половину 2018 року відіграв на умовах оренди за «Парму», якій також допоміг здобути підвищення у класі до Серії A.
Влітку 2018 року уклав п'ятирічний контракт з «Наполі», проте наступні півроку продовжував грати за «Парму» на умовах оренди вже з нового клубу. Першу половину 2019 року провів на аналогічних умовах в «Асколі».
Протягом другої половини 2019 року перебував у розпорядженні тренерського штабу «Наполі», проте в офіційних матчах за команду так й не дебютував і на початку 2020 року був знову відданий в оренду до друголігового «Емполі», а в жовтні того ж року — до іншого представника Серії B «К'єво». Згодом по півроку відіграв на тому ж рівні у складі «Порденоне» і «Комо».
Сезон 2022/23 відіграв за «Асколі», чергового у своїй кар'єрі представника Серії B, після чого 8 вересня 2023 року повернувся до «Беневенто».

## Виступи за збірні
2011 року дебютував у складі юнацької збірної Італії, взяв участь в 11 іграх на юнацькому рівні, відзначившись 3 забитими голами.

## Статистика виступів

### Статистика клубних виступів
Станом на 15 лютого 2023 року
| Сезон                 | Команда               | Чемпіонат             | Чемпіонат | Чемпіонат | Національний кубок | Національний кубок | Національний кубок | Континентальні кубки | Континентальні кубки | Континентальні кубки | Інші змагання | Інші змагання | Інші змагання | Усього | Усього |
| Сезон                 | Команда               | Ліга                  | Ігор      | Голів     | Ліга               | Ігор               | Голів              | Ліга                 | Ігор                 | Голів                | Ліга          | Ігор          | Голів         | Ігор   | Голів  |
| --------------------- | --------------------- | --------------------- | --------- | --------- | ------------------ | ------------------ | ------------------ | -------------------- | -------------------- | -------------------- | ------------- | ------------- | ------------- | ------ | ------ |
| 2012–13               | «Каррарезе»           | ПД                    | 19        | 0         | КІ+КІ-ЛП           | 0                  | 0                  | -                    | -                    | -                    | -             | -             | -             | 19     | 0      |
| 2013–14               | «Л'Аквіла»            | ПД                    | 21+1      | 1         | КІ+КІ-ЛП           | 1+0                | 0                  | -                    | -                    | -                    | -             | -             | -             | 23     | 1      |
| 2014–15               | «Пістоєзе»            | ЛП                    | 9         | 0         | КІ-ЛП              | 3                  | 0                  | -                    | -                    | -                    | -             | -             | -             | 12     | 0      |
| 2014–15               | «Мессіна»             | ЛП                    | 19+2      | 3         | КІ+КІ-ЛП           | -                  | -                  | -                    | -                    | -                    | -             | -             | -             | 21     | 3      |
| 2015–16               | «Беневенто»           | ЛП                    | 26        | 6         | КІ+КІ-ЛП           | 1+1                | 0+1                | -                    | -                    | -                    | СЛП           | 2             | 1             | 30     | 8      |
| 2016–17               | «Беневенто»           | B                     | 35+1      | 6         | КІ                 | 1                  | 0                  | -                    | -                    | -                    | -             | -             | -             | 37     | 6      |
| 2017-січ. 2018        | «Беневенто»           | A                     | 12        | 2         | КІ                 | 1                  | 0                  | -                    | -                    | -                    | -             | -             | -             | 13     | 2      |
| Усього за «Беневенто» | Усього за «Беневенто» | Усього за «Беневенто» | 73+1      | 14        |                    | 4                  | 1                  |                      | -                    | -                    |               | 2             | 1             | 80     | 16     |
| січ.-черв. 2018       | «Парма»               | B                     | 8         | 1         | КІ                 | 0                  | 0                  |                      | -                    | -                    |               | -             | -             | 8      | 1      |
| 2018-січ. 2019        | «Парма»               | A                     | 6         | 0         | КІ                 | 0                  | 0                  | -                    | -                    | -                    | -             | -             | -             | 6      | 0      |
| Усього за «Парму»     | Усього за «Парму»     | Усього за «Парму»     | 14        | 1         |                    | 0                  | 0                  |                      | -                    | -                    |               | -             | -             | 14     | 1      |
| січ.-черв. 2019       | «Асколі»              | B                     | 15        | 2         | КІ                 | 0                  | 0                  | -                    | -                    | -                    | -             | -             | -             | 15     | 2      |
| 2019–січ. 2020        | «Наполі»              | A                     | 0         | 0         | КІ                 | 0                  | 0                  | ЛЧ                   | 0                    | 0                    | -             | -             | -             | 0      | 0      |
| січ.-серп. 2020       | «Емполі»              | B                     | 17+1      | 4         | КІ                 | -                  | -                  | -                    | -                    | -                    | -             | -             | -             | 18     | 4      |
| 2020–21               | «К'єво»               | B                     | 29        | 3         | КІ                 | 0                  | 0                  | -                    | -                    | -                    | -             | -             | -             | 29     | 3      |
| 2021-січ. 2022        | «Порденоне»           | B                     | 8         | 0         | КІ                 | -                  | -                  |                      | -                    | -                    |               | -             | -             | 8      | 0      |
| січ.-черв. 2022       | «Комо»                | B                     | 11        | 2         | КІ                 | -                  | -                  | -                    | -                    | -                    | -             | -             | -             | 11     | 2      |
| 2022–23               | «Асколі»              | B                     | 12        | 2         | КІ                 | 1                  | 0                  | -                    | -                    | -                    | -             | -             | -             | 13     | 2      |
| Усього за «Асколі»    | Усього за «Асколі»    | Усього за «Асколі»    | 27        | 4         |                    | 1                  | 0                  |                      | -                    | -                    |               | -             | -             | 28     | 4      |
| Усього за кар'єру     | Усього за кар'єру     | Усього за кар'єру     | 239+5     | 32        |                    | 9                  | 1                  |                      | 0                    | 0                    |               | 2             | 1             | 255    | 34     |